# Römerlager Lahnau-Dorlar
Das  Römerlager von Dorlar liegt im gleichnamigen Ortsteil Dorlar der mittelhessischen Gemeinde Lahnau nahe Wetzlar im Lahn-Dill-Kreis etwa zwei Kilometer östlich von der Fundstelle Waldgirmes. Es wurde im ersten Jahrzehnt des ersten Jahrhunderts n. Chr. von römischen Legionären auf einem weithin sichtbaren Geländesporn nördlich der Lahn angelegt und diente vermutlich als Marschlager während römischer Offensiven nach Germanien.

## Forschungsgeschichte
Das Lager Dorlar wurde 1985 entdeckt. In den Jahren 1991 und 1992 fanden erste systematische Grabungen an dem Fundort statt, als das Gelände von der Gemeinde Lahnau als Baugebiet ausgewiesen werden sollte.

## Anlage
Der trapezförmige Grundriss des Lagers war dem nach Norden ansteigenden Gelände angepasst, wobei die Nordwestecke verkürzt ist. Es umfasste mit einer Länge von 550 Meter und einer Breite von 410 Meter eine Fläche von 21 ha. Umgeben war das Lager von einem Spitzgraben, der bei der Grabung von 1991/92 im südöstlichen Bereich auf etwa 70 Meter Länge freigelegt und untersucht werden konnte. An dieser Stelle war der Graben im Planum noch 2,75 Meter breit und hatte eine Erhaltungstiefe von 2,30 Meter.
Trotz der archäologischen Forschungen zu Beginn der 1990er Jahre konnte bislang weder eine vermutete Holz-Erde-Mauer noch eine Innenbebauung nachgewiesen werden. Charakteristisch ist die aus der Mitte verschobene Toranlage, die an der Ostseite des Lagers etwa 85 Meter nördlich der südöstlichen Ecke festgestellt werden konnte.
Die Lage des Lagers war strategisch günstig gewählt. Von der Position oberhalb der Dorlarer Pforte war eine militärische Überwachung des Lahntals möglich. Auch war es von hier aus möglich, die keltische Ringwallanlage auf dem Dünsberg zu kontrollieren. Auf der um die Mitte des 1. Jahrhunderts v. Chr. aufgegebenen Anlage hatten sich im 1. Jahrzehnt n. Chr. Aufständische verschanzt und sich mit römischen Soldaten Kämpfe geliefert.
Die Konstruktion des Lagers deutet jedoch mehr auf ein nur kurzzeitig besetztes Marschlager und nicht auf ein Standlager hin. Die genaue Einheit, die dieses Lager anlegte, ist derzeit nicht bekannt.

### Funde
Die wenigen bisherigen Funde aus dem Bereich des Lagers datieren in das erste Jahrzehnt n. Chr. Hierzu gehören der Lesefund eines Amphorenfragmentes vom Typ Haltern 70 bzw. Rödgen 69.

## Datierung
Das Lager datiert in die römische Okkupationphase Germaniens. Neben dem bislang spärlichen Fundmaterial spricht auch die Lagerform für diese Einordnung.

## Denkmalschutz
Das Lager Dorlar ist ein Bodendenkmal im Sinne des Hessischen Denkmalschutzgesetz. Nachforschungen und gezieltes Sammeln von Funden sind genehmigungspflichtig, Zufallsfunde an die Denkmalbehörden zu melden.